# Odontura pulchra
Odontura pulchra är en insektsart som beskrevs av Bolívar, I. 1914. Odontura pulchra ingår i släktet Odontura och familjen vårtbitare. Inga underarter finns listade i Catalogue of Life.